# Thiacidas cheituna
Thiacidas cheituna là một loài bướm đêm trong họ Noctuidae.